# Chane
Chane is een geslacht van haften (Ephemeroptera) uit de familie Baetidae.

## Soorten
Het geslacht Chane omvat de volgende soorten:
- Chane baure